# Бенендзиці
Бенендзиці (пол. Bieniędzice) — село в Польщі, у гміні Волянув Радомського повіту Мазовецького воєводства.
Населення — 286 осіб (2011).
У 1975-1998 роках село належало до Радомського воєводства.

## Демографія
Демографічна структура станом на 31 березня 2011 року:
|          | Загалом | Допрацездатний вік | Працездатний вік | Постпрацездатний вік |
| -------- | ------- | ------------------ | ---------------- | -------------------- |
| Чоловіки | 139     | 46                 | 81               | 12                   |
| Жінки    | 147     | 36                 | 80               | 31                   |
| Разом    | 286     | 82                 | 161              | 43                   |